# Psilanthele eggersii
Psilanthele es un género monotípico de plantas fanerógamas perteneciente a la familia Acanthaceae. El género tiene 4 especies de hierbas descritas y de estas solo una aceptada. Su única especie: Psilanthele eggersii es originaria de Ecuador donde se distribuye por las provincias de Chimborazo, Guayas y Manabí.

## Taxonomía
Psilanthele eggersii fue descrita por  Gustav Lindau y publicado en Bulletin de l'Herbier Boissier 5(8): 664. 1897.